# Symplecta yasumatsui
Symplecta yasumatsui är en tvåvingeart som först beskrevs av Charles Paul Alexander 1954.
Symplecta yasumatsui ingår i släktet Symplecta och familjen småharkrankar. Inga underarter finns listade i Catalogue of Life.